# Keila (Észtország)
Keila (németül: Kegel) város Észtország északnyugati részén, Harjumaa megyében. Városi rangját 1938. május 1-jén kapta meg. A városon áthalad egy vasútvonal, melyhez vasútállomással kapcsolódik.

## Népesség
| Lakosok száma | 9763 | 9751 | 9758 | 9577 | 9695 | 9910 | 10 044 | 10 078 | 10 905 | 10 964 |
|               | 2011 | 2014 | 2015 | 2016 | 2017 | 2019 | 2020   | 2021   | 2023   | 2024   |

## Testvérvárosok
Keila testvérvárosai a következők:
- Örményország Chiatura, Örményország
- Svédország Nacka, Svédország
- Finnország Huittinen, Finnország
- Finnország Kerava, Finnország
- Németország Barsbüttel, Németország
- Lettország Sigulda, Lettország
- Litvánia Birštonas, Litvánia

## Híres lakosok
- Jekaterina Golovatenko (szül: 1979), műkorcsolyázó
- Ülo Jõgi (1921–2007), háborús történész és nemzeti aktivista
- Pearu Paulus (1967-), énekes és zeneszerző
- Ago Silde (1963-), politikus
- Siiri Sisask (1968-), énekes és politikus
- Kärt Tomingas (1967-), énekes és színésznő
- Peeter Volkonski (1954-), színész, rockzenész és zeneszerző

## Galéria

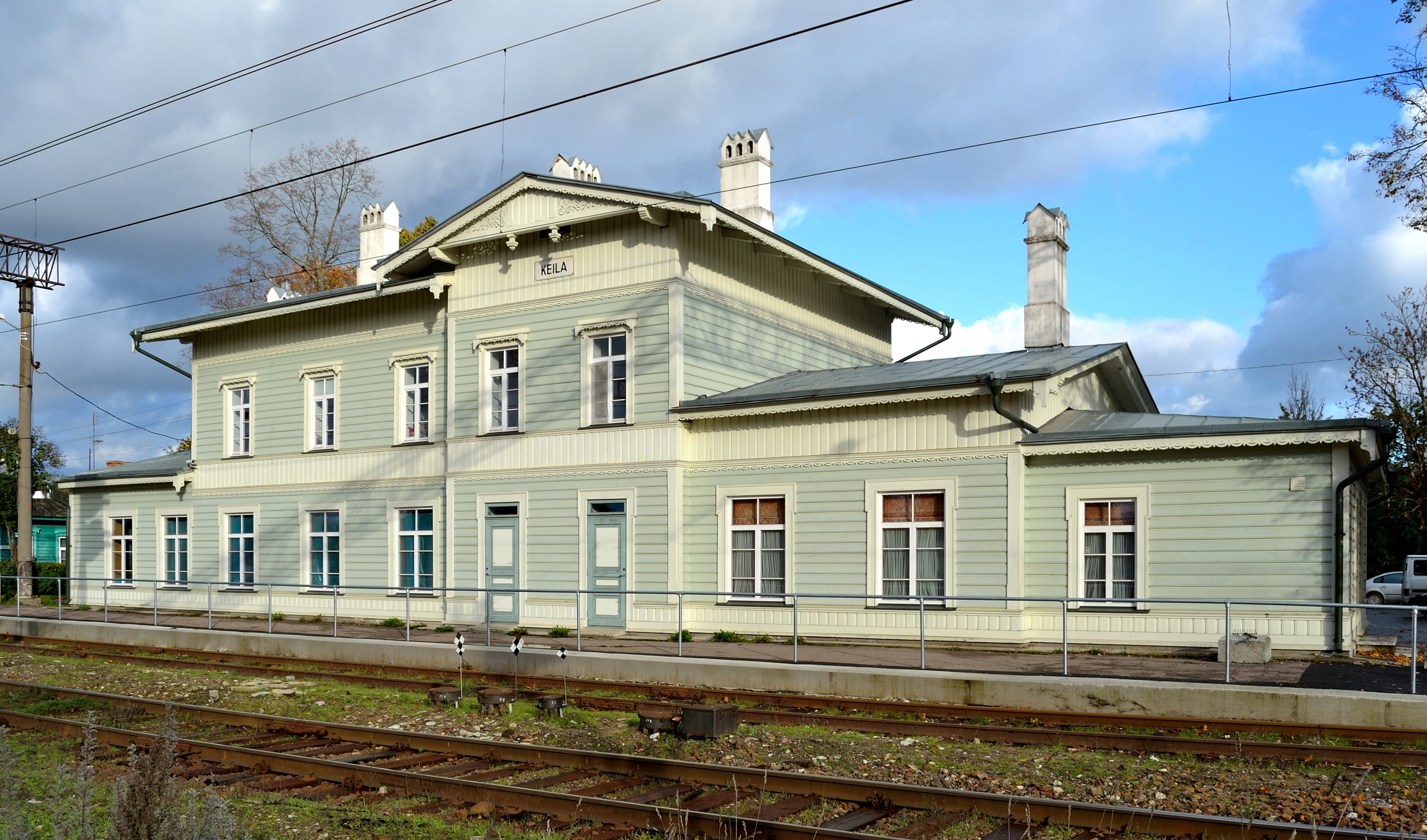
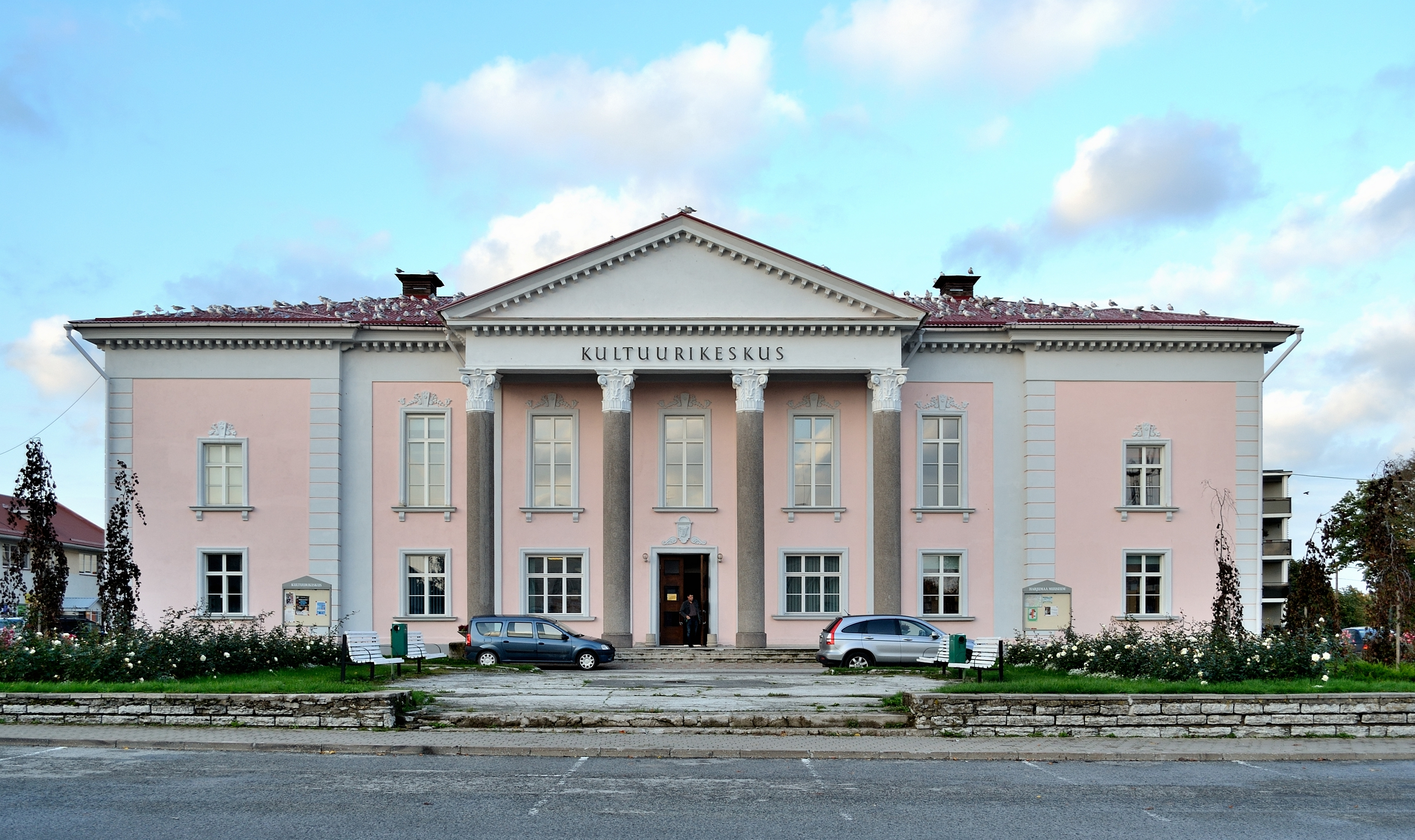
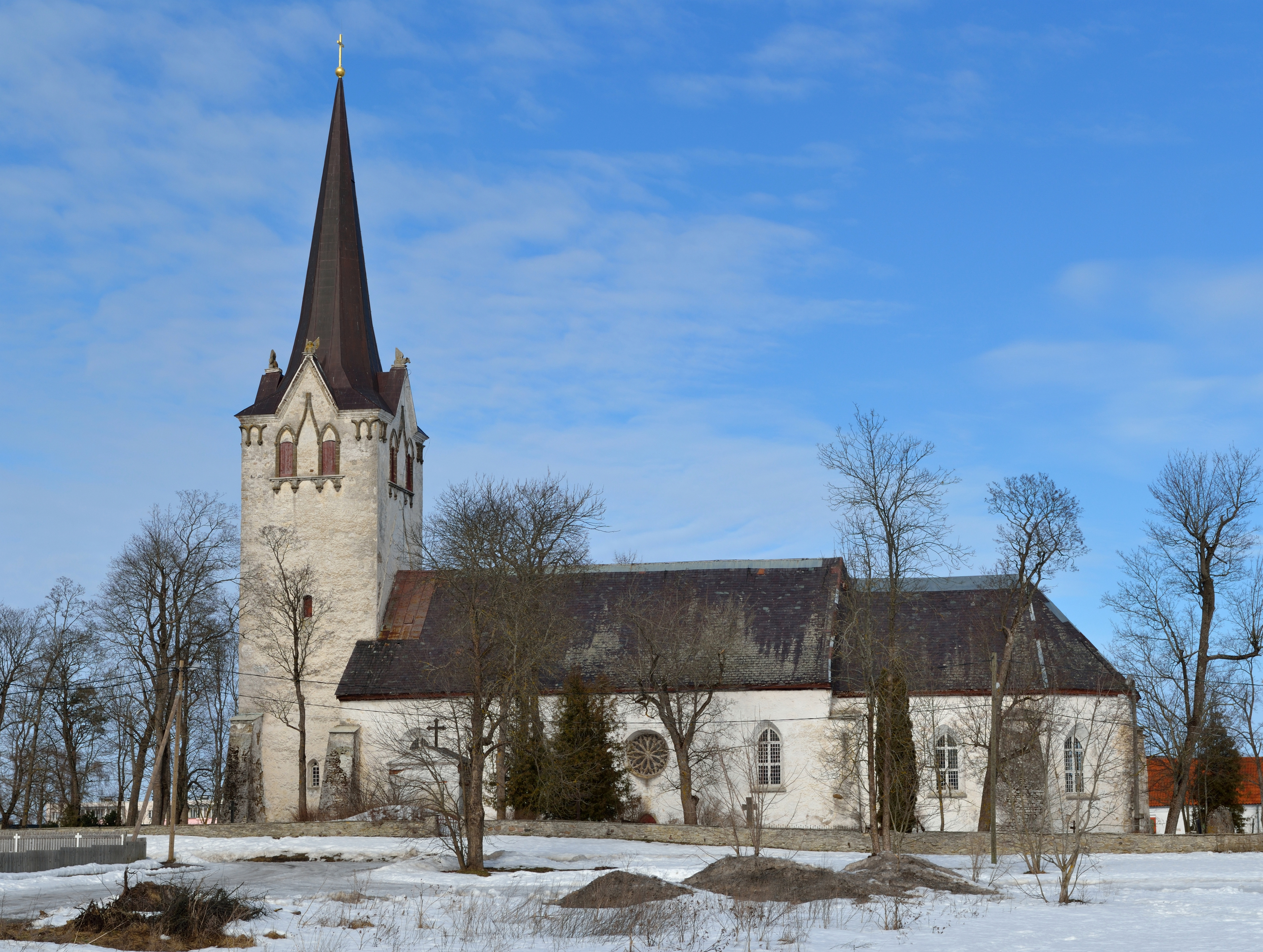
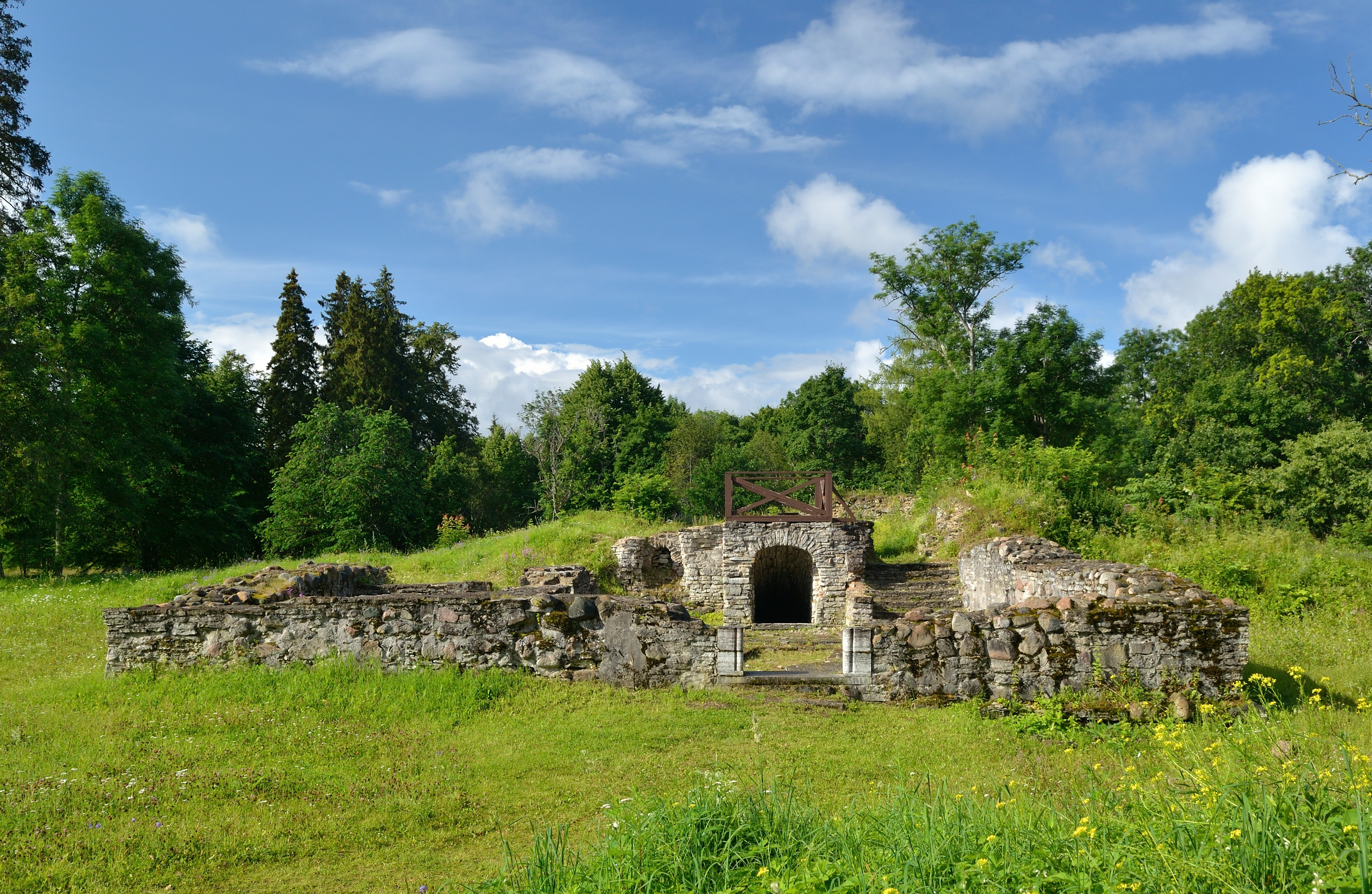
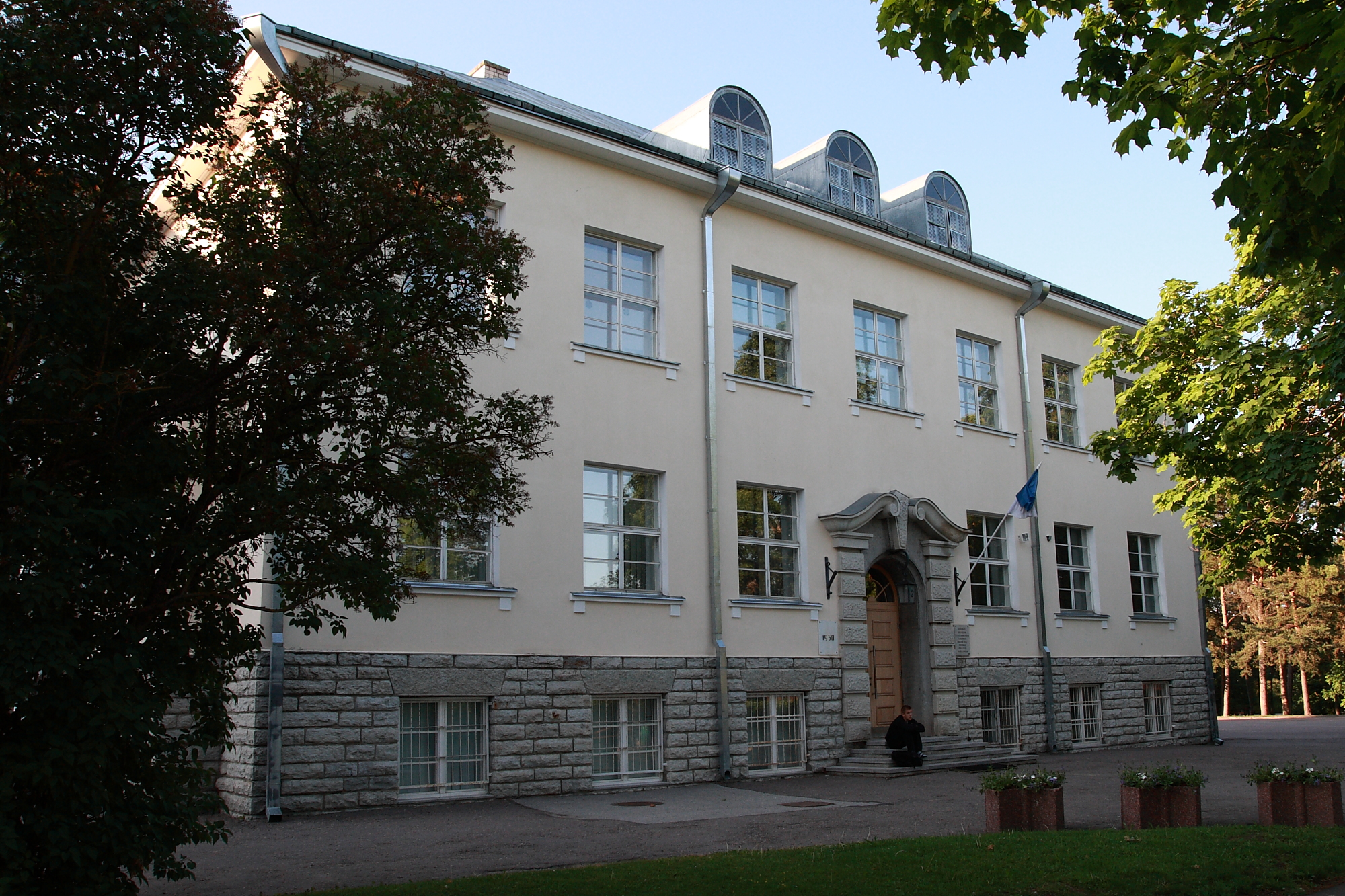
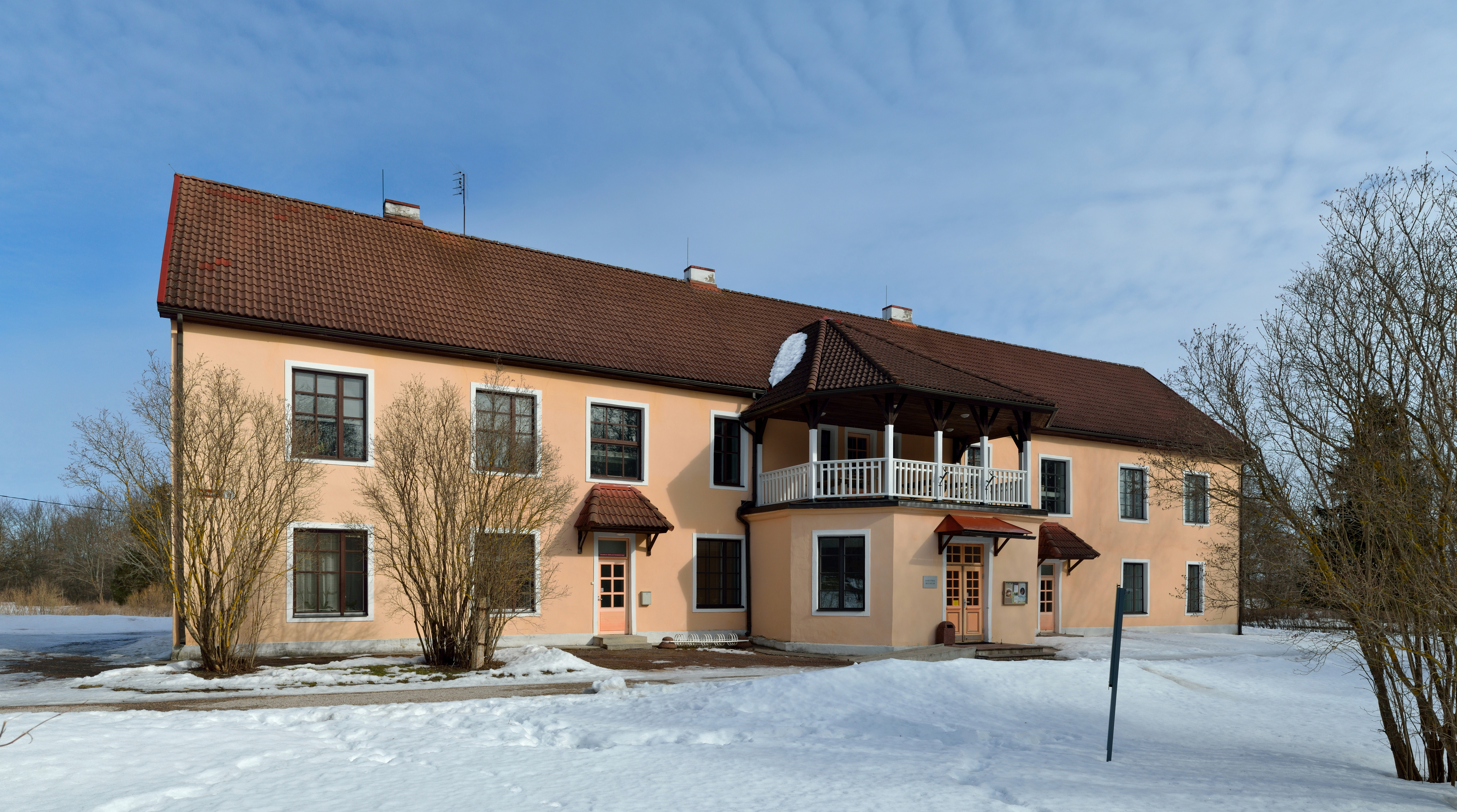
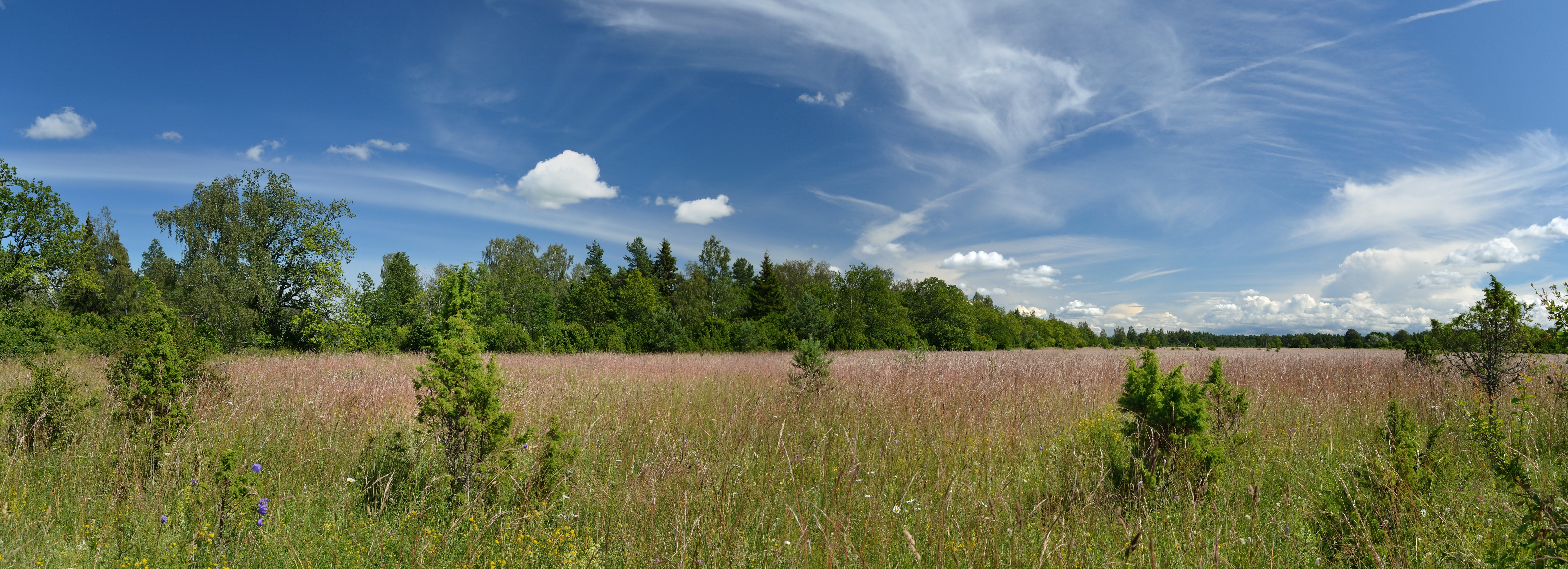
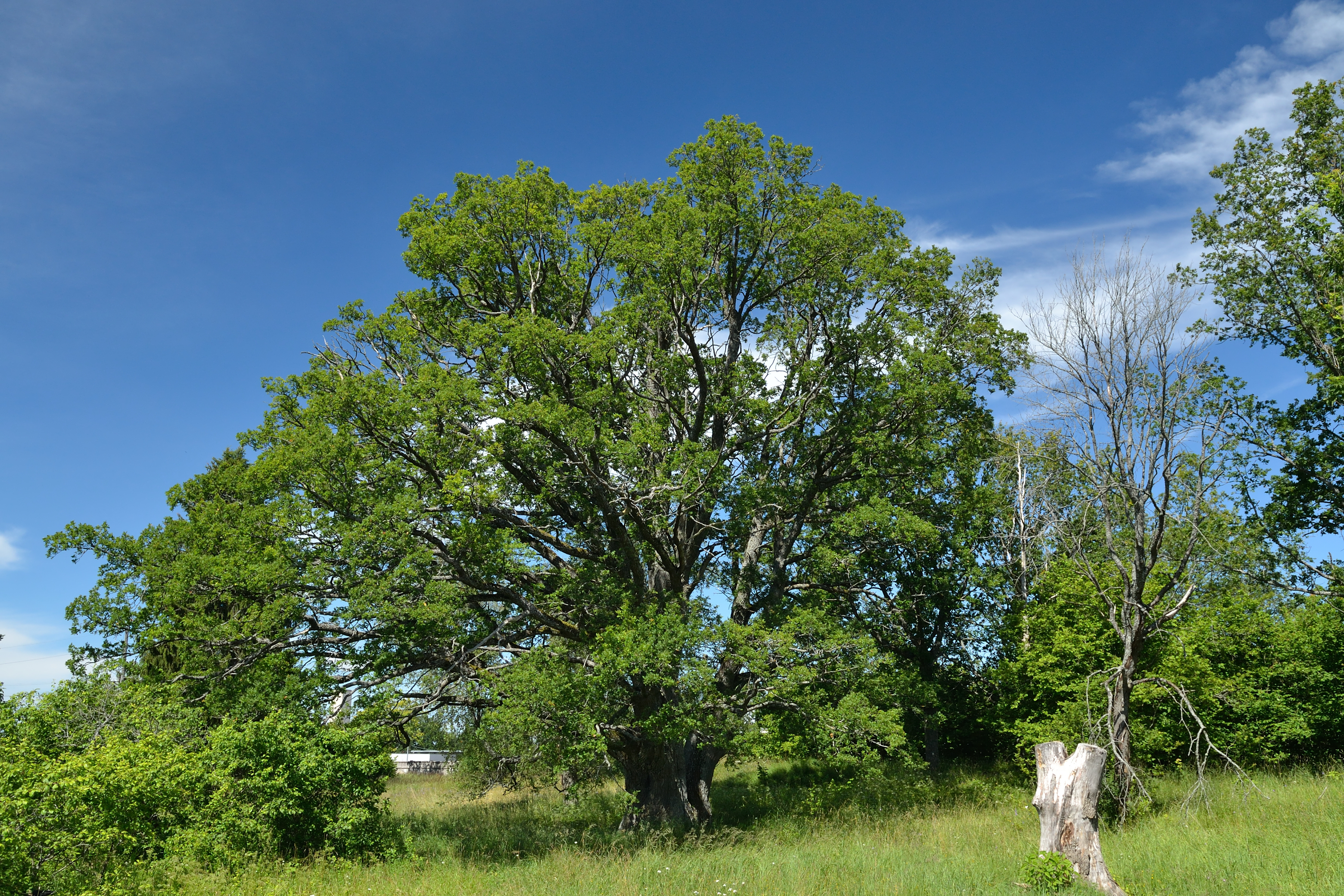